# Stausee Obermaubach
Die Stauanlage Obermaubach in Obermaubach in der Gemeinde Kreuzau im Kreis Düren, NRW, wurde in den Jahren 1933 und 1934 erbaut und dient als Ausgleichsbecken für die unterschiedlich starken Rurzuflüsse bzw. Steuerung einer möglichst gleichmäßigen Wasserabgabe in die Rur. Der Stausee liegt sowohl auf dem Gebiet der Gemeinde Kreuzau als auch im oberen Bereich im Bereich der Gemeinden Hürtgenwald und Nideggen.

## Die Anlage
Den Entwurf für die Stauanlage hatte Oberbaudirektor Otto Schatz geliefert, der später auch die Oberaufsicht der Bauleitung innehatte. Das Absperrbauwerk wurde als Erddamm ausgeführt, der die Talaue der Rur abriegelt. An der Stelle, an der sich das Bett der Rur befand, wurde eine Wehranlage zur Steuerung des Abflusses zwischengeschaltet. Die Wehranlage verfügt über zwei je 18 Meter lange und vier Meter hohe Fischbauchklappen, die mittels Zahnstange bewegt werden. Die Zahnstangen sind gelenkig am oberen, seitlichen Ende der Fischbauchklappen angeschlagen.
Das Staubecken fasst 1,65 Millionen Kubikmeter Wasser. Der Staudamm ist 200 m lang (mit dem Wehr 239 m) und 6,70 m hoch. Die überstaute Fläche ist 55,4 ha groß. Betreiber ist der Wasserverband Eifel-Rur (WVER).

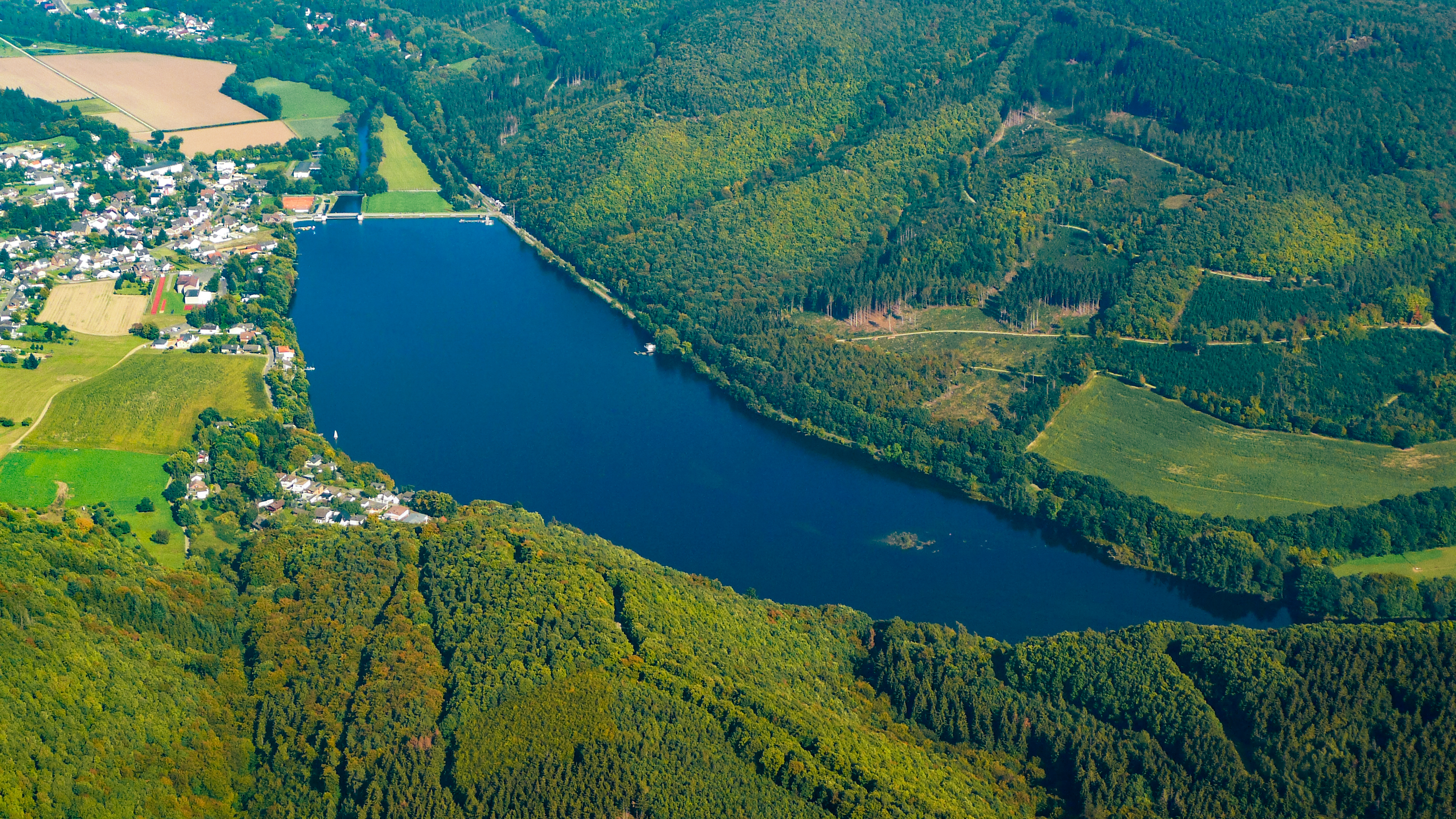
Der Stausee aus der Luft

Im Jahre 1969 wurde am Staudamm zusätzlich ein Wasserkraftwerk mit einer Einspeiseleistung von 0,65 MW errichtet, das von der RWE Innogy betrieben wird.
Unterhalb des Stausees befindet sich das Wasserwerk der Stadtwerke Düren für die Stadt Düren. Am 26. März 2013 wurde allerdings die Trinkwasserentnahme eingestellt und zeitgleich die Trinkwasserentnahme aus der Wehebachtalsperre dafür eingerichtet. Das Wasserwerk bleibt aber als Reservewasserwerk erhalten.
In den Jahren 2007/2008 wurde der Staudamm saniert. Hierfür fielen Kosten von 1,8 Mio. Euro an. Zusätzlich wurde für 1,7 Mio. Euro eine Fischtreppe gebaut. Die Sanierung wurde am 19. Mai 2008 für beendet erklärt.

## Nutzung zur Naherholung
Der Betreiber der Talsperren, der Wasserverband Eifel-Rur, bzw. die Bezirksregierung Köln, hat für die Nutzung der Gewässer Nutzungsbedingungen erlassen.